# Grand Prix-wegrace van de DDR 1962
De Grand Prix-wegrace van de DDR 1962 was de achtste Grand Prix van het wereldkampioenschap wegrace in het seizoen 1962. De races werden verreden op 19 augustus 1962 op de Sachsenring in Hohenstein-Ernstthal. Alle soloklassen kwamen aan de start, maar de wereldtitels in de 125cc-klasse en de 250cc-klasse waren al beslist.

## Algemeen
Voor de 500cc-klasse was dit de honderdste WK-race (de eerste was de Senior TT van 1949). De Grand Prix moest het doen zonder de voormalig DDR-ster Ernst Degner, die met hulp van Suzuki uit de DDR was gevlucht en niet meer terug kon komen. Jim Redman kwam als wereldkampioen 250 cc naar de DDR; hij was definitief wereldkampioen geworden op woensdag 15 augustus toen zijn enige concurrent Bob McIntyre in het ziekenhuis van Chester overleed. Voor het eerst verschenen er motorfietsen uit de Sovjet-Unie aan de start in het WK. Nikolaj Sevast'ânov scoorde met de CKEB-viercilinders punten in de 250- en de 350cc-klasse.

## 500cc-klasse
De 500cc-race werd een eenvoudige prooi voor Mike Hailwood. Het was zijn vierde overwinning op rij, maar Alan Shepherd werd voor de derde keer tweede, waardoor hij zijn tweede positie in de WK-stand verstevigde. Bert Schneider werd derde en klom daardoor ook naar de derde plaats in de WK-stand ten koste van de gestopte Gary Hocking en Phil Read, die niet deelnam.
| Pos | Coureur             | Merk      | Tijd       | Punten |
| --- | ------------------- | --------- | ---------- | ------ |
| 1   | Mike Hailwood       | MV Agusta | 51"00'7    | 8      |
| 2   | Alan Shepherd       | Matchless | +1"37'3    | 6      |
| 3   | Bert Schneider      | Norton    | +2"09'4    | 4      |
| 4   | František Šťastný   | Jawa      | +2"09'9    | 3      |
| 5   | Paddy Driver        | Norton    | +2"10'7    | 2      |
| 6   | Roland Föll         | Matchless | +3"04'9    | 1      |
| 7   | Roy Ingram          | Norton    | +3"24'1    |        |
| 8   | Mike Duff           | Matchless | +1 ronde   |        |
| 9   | William Van Leeuwen | Norton    | +1 ronde   |        |
| 10  | György Kurucz       | Norton    | +1 ronde   |        |
| 11  | Vernon Cottle       | Norton    | +1 ronde   |        |
| 12  | Graham Smith        | Norton    | + 2 ronden |        |
| 13  | Bosse Granath       | Norton    | + 2 ronden |        |
| 14  | Alfred Worel        | BSA       | + 4 ronden |        |

| Coureur           | Merk   | Oorzaak |
| ----------------- | ------ | ------- |
| Edy Lenz          | Norton |         |
| Ladi Richter      | Norton |         |
| Dennis Fry        | Norton |         |
| Jack Ahearn       | Norton |         |
| Jack Findlay      | Norton |         |
| Werner Spinnler   | Norton |         |
| Vagn Stevnhoved   | Norton |         |
| Albert Montagne   | Norton |         |
| Jacques Insermini | Norton |         |
| Bob Coulter       | Norton |         |
| Joop Vogelzang    | Norton |         |
| Martinus van Son  | Norton |         |
| John Gabites      | Norton |         |

| Coureur              | Merk       | Oorzaak |
| -------------------- | ---------- | ------- |
| Amleto Pomesano      | Norton     |         |
| Benedicto Caldarella | Matchless  |         |
| Eduardo Salatino     | Norton     |         |
| Manuel Soler         | Norton     |         |
| Juan Carlos Salatino | Norton     |         |
| Gyula Marsovszky     | Norton     |         |
| Pablo Gamberini      | Matchless  |         |
| Anssi Resko          | Matchless  |         |
| Alistair King        | Matchless  |         |
| Arthur Wheeler       | Moto Guzzi |         |
| Billie Nelson        | Norton     |         |
| Brian Setchell       | Norton     |         |
| Dan Shorey           | Matchless  |         |
| Derek Minter         | Norton     |         |
| Ellis Boyce          | Norton     |         |
| Fred Stevens         | Norton     |         |
| Phil Read            | Norton     |         |
| Ray Spence           | Norton     |         |
| Ron Langston         | Norton     |         |
| Tony Godfrey         | Norton     |         |
| Remo Venturi         | MV Agusta  |         |
| Silvio Grassetti     | Bianchi    |         |
| Hugh Anderson        | Norton     |         |
| Gary Hocking         | MV Agusta  | Gestopt |
| Harald Karlsson      | Norton     |         |
| Sven-Olof Gunnarsson | Norton     |         |

### Top tien tussenstand 500cc-klasse
| Pos | Coureur        | Merk      | Ptn |
| --- | -------------- | --------- | --- |
| 1   | Mike Hailwood  | MV Agusta | 32  |
| 2   | Alan Shepherd  | Matchless | 21  |
| 3   | Bert Schneider | Norton    | 9   |
| 4   | Gary Hocking   | MV Agusta | 8   |
| 4   | Phil Read      | Norton    | 8   |
| 6   | Tony Godfrey   | Norton    | 7   |
| 7   | Ellis Boyce    | Norton    | 6   |
| 7   | Derek Minter   | Norton    | 6   |
| 9   | Fred Stevens   | Norton    | 5   |
| 9   | Paddy Driver   | Norton    | 5   |

## 350cc-klasse
Met zijn derde overwinning in de 350cc-klasse liep Jim Redman weer verder weg van Mike Hailwood, die tweede werd. Tommy Robb reed (als vervanger van Bob McIntyre) pas zijn tweede 350cc-race, maar stond opnieuw op het podium. Nikolaj Sevast'ânov werd met de Russische CKEB S-360 zesde.
| Pos | Coureur             | Merk      | Tijd    | Punten |
| --- | ------------------- | --------- | ------- | ------ |
| 1   | Jim Redman          | Honda     | 49"45'7 | 8      |
| 2   | Mike Hailwood       | MV Agusta | +46'6   | 6      |
| 3   | Tommy Robb          | Honda     | +1"09'0 | 4      |
| 4   | Gustav Havel        | Jawa      | +1"09'4 | 3      |
| 5   | Mike Duff           | AJS       |         | 2      |
| 6   | Nikolaj Sevast'ânov | CKEB      |         | 1      |

| Coureur          | Merk      | Oorzaak   |
| ---------------- | --------- | --------- |
| Tom Phillis (†)  | Honda     | Overleden |
| Bob McIntyre (†) | Honda     | Overleden |
| Gary Hocking     | MV Agusta | Gestopt   |

| Coureur              | Merk       |
| -------------------- | ---------- |
| Jack Findlay         | Norton     |
| Gyula Marsovszky     | Norton     |
| Roland Föll          | AJS        |
| František Šťastný    | Jawa       |
| Hans-Otto Butenuth   | Norton     |
| Taneli Lepo          | AJS        |
| Alan Shepherd        | AJS        |
| Alistair King        | AJS        |
| Arthur Wheeler       | Moto Guzzi |
| Derek Minter         | Norton     |
| Phil Read            | Norton     |
| Ralph Bryans         | Norton     |
| Roy Ingram           | Norton     |
| Silvio Grassetti     | Bianchi    |
| Moto Kitano          | Honda      |
| Hugh Anderson        | AJS        |
| Sven-Olof Gunnarsson | Norton     |

### Top tien tussenstand 350cc-klasse
| Pos | Coureur           | Merk      | Ptn |
| --- | ----------------- | --------- | --- |
| 1   | Jim Redman        | Honda     | 24  |
| 2   | Mike Hailwood     | MV Agusta | 20  |
| 3   | František Šťastný | Jawa      | 13  |
| 4   | Tommy Robb        | Honda     | 8   |
| 5   | Gary Hocking      | MV Agusta | 6   |
| 6   | Mike Duff         | AJS       | 5   |
| 6   | Gustav Havel      | Jawa      | 5   |
| 8   | Silvio Grassetti  | Bianchi   | 4   |
| 9   | Roy Ingram        | Norton    | 3   |
| 9   | Alan Shepherd     | AJS       | 3   |

## 250cc-klasse
Mike Hailwood kreeg voor de gelegenheid een fabrieks-MZ RE 250 en dat werkte opmerkelijk goed: hij finishte slechts 0,3 seconde achter winnaar Jim Redman (Honda RC 163) en ruim een minuut voor de officiële MZ-fabrieksrijder Werner Musiol. Nikolaj Sevast'ânov werd met de Russische CKEB S-259 vijfde.
| Pos | Coureur             | Merk    | Tijd     | Punten |
| --- | ------------------- | ------- | -------- | ------ |
| 1   | Jim Redman          | Honda   | 46"21'8  | 8      |
| 2   | Mike Hailwood       | MZ      | +0'3     | 6      |
| 3   | Werner Musiol       | MZ      | +1"38'7  | 4      |
| 4   | Moto Kitano         | Honda   | +1 ronde | 3      |
| 5   | Nikolaj Sevast'ânov | CKEB    |          | 2      |
| 6   | Dan Shorey          | Bultaco |          | 1      |

| Coureur          | Merk  | Oorzaak   |
| ---------------- | ----- | --------- |
| Tom Phillis (†)  | Honda | Overleden |
| Bob McIntyre (†) | Honda | Overleden |

| Coureur              | Merk       |
| -------------------- | ---------- |
| Enrique Dietrich     | Aermacchi  |
| Jorge Terengo        | Ducati     |
| Raúl Kaiser          | NSU        |
| Marcel Toussaint     | Benelli    |
| Pierrot Vervroegen   | Aermacchi  |
| Frank Perris         | Suzuki     |
| Luigi Taveri         | Honda      |
| Günter Beer          | Adler      |
| Hans-Otto Butenuth   | NSU        |
| Michael Schneider    | NSU        |
| Benjamin Savoye      | Mondial    |
| Jean-Pierre Beltoise | Morini     |
| Alan Shepherd        | Aermacchi  |
| Arthur Wheeler       | Moto Guzzi |
| Bill Smith           | Bianchi    |
| Campbell Donaghy     | Ducati     |
| Derek Minter         | Honda      |
| Stuart Graham        | Aermacchi  |
| Tommy Robb           | Honda      |
| Alberto Pagani       | Aermacchi  |
| Gilberto Milani      | Aermacchi  |
| Paolo Campanelli     | Benelli    |
| Tarquinio Provini    | Morini     |
| Umberto Masetti      | Morini     |
| Kenjiro Tanaka       | Honda      |
| Cas Swart            | Honda      |
| Carlos Marfetan      | Parilla    |

### Top tien tussenstand 250cc-klasse
| Pos | Coureur                     | Merk         | Ptn     |
| --- | --------------------------- | ------------ | ------- |
| 1   | Jim Redman (wereldkampioen) | Honda        | 46 (58) |
| 2   | Bob McIntyre (†)            | Honda        | 32      |
| 3   | Tom Phillis (†)             | Honda        | 12      |
| 4   | Arthur Wheeler              | Moto Guzzi   | 11      |
| 5   | Derek Minter                | Honda        | 8       |
| 5   | Luigi Taveri                | Honda        | 8       |
| 5   | Tommy Robb                  | Honda        | 8       |
| 5   | Dan Shorey                  | Bultaco      | 8       |
| 9   | Günter Beer                 | Adler        | 6       |
| 9   | Mike Hailwood               | Benelli / MZ | 6       |

(Punten (tussen haakjes) zijn inclusief streepresultaten)

## 125cc-klasse
Luigi Taveri was al wereldkampioen, maar dat belette hem niet een hevige strijd te leveren met teamgenoot Jim Redman. Ze finishten vrijwel tegelijk, maar dat deed ook Hans Fischer met zijn MZ RE 125. Hij kwam slechts 0,7 seconde tekort op Taveri.
| Pos | Coureur         | Merk  | Tijd     | Punten |
| --- | --------------- | ----- | -------- | ------ |
| 1   | Luigi Taveri    | Honda | 43"58'3  | 8      |
| 2   | Jim Redman      | Honda | + 0'3    | 6      |
| 3   | Hans Fischer    | MZ    | + 0'7    | 4      |
| 4   | Tommy Robb      | Honda | + 1"06'8 | 3      |
| 5   | Klaus Enderlein | MZ    | + 1"11'8 | 2      |
| 6   | Werner Musiol   | MZ    | + 1"31'7 | 1      |

| Coureur             | Merk   | Oorzaak   |
| ------------------- | ------ | --------- |
| Tom Phillis (†)     | Honda  | Overleden |
| Ernst Degner        | Suzuki | Politiek  |
| Bob McIntyre (†)    | Honda  | Overleden |
| Kunimitsu Takahashi | Honda  | Gestopt   |

| Coureur           | Merk    |
| ----------------- | ------- |
| Jorge Kissling    | Bultaco |
| Limburg Moreira   | Bultaco |
| Marzillo Chizzini | Bultaco |
| Pedro Rosenthal   | Tohatsu |
| Raúl Kissling     | DKW     |
| Frank Perris      | Suzuki  |
| Stanislav Malina  | ČZ      |
| Jukka Petäjä      | MZ      |
| Alan Shepherd     | MZ      |
| Alistair King     | Bultaco |
| Derek Minter      | Honda   |
| Mike Hailwood     | EMC     |
| Rex Avery         | EMC     |
| John Grace        | Bultaco |
| Alberto Pagani    | Honda   |
| Francesco Villa   | Mondial |
| Giuseppe Visenzi  | Ducati  |
| Mitsuo Itoh       | Suzuki  |
| Sadao Shimazaki   | Honda   |
| Teisuke Tanaka    | Honda   |
| Hugh Anderson     | Suzuki  |
| Paddy Driver      | EMC     |

### Top tien tussenstand 125cc-klasse
| Pos | Coureur                       | Merk   | Ptn     |
| --- | ----------------------------- | ------ | ------- |
| 1   | Luigi Taveri (wereldkampioen) | Honda  | 48 (55) |
| 2   | Jim Redman                    | Honda  | 34 (36) |
| 3   | Tommy Robb                    | Honda  | 29      |
| 4   | Kunimitsu Takahashi           | Honda  | 16      |
| 5   | Mike Hailwood                 | EMC    | 12      |
| 6   | Ernst Degner                  | Suzuki | 5       |
| 6   | Rex Avery                     | EMC    | 5       |
| 6   | Paddy Driver                  | EMC    | 5       |
| 9   | Tom Phillis (†)               | Honda  | 4       |
| 9   | Hans Fischer                  | MZ     | 4       |

(Punten (tussen haakjes) zijn inclusief streepresultaten)

## 50cc-klasse
WK-leider Ernst Degner kon niet deelnemen aan de Grand Prix in het land dat hij in 1961 ontvlucht was, maar nu zijn grootste tegenstander Hans Georg Anscheidt ook niet scoorde bleef de schade beperkt. Jan Huberts won de race met zijn Kreidler RS voor Mitsuo Itoh en Hugh Anderson (beiden met een Suzuki RM 62).
| Pos | Coureur          | Merk     | Tijd    | Punten |
| --- | ---------------- | -------- | ------- | ------ |
| 1   | Jan Huberts      | Kreidler | 21"36'1 | 8      |
| 2   | Mitsuo Itoh      | Suzuki   | +4'1    | 6      |
| 3   | Hugh Anderson    | Suzuki   | +11'1   | 4      |
| 4   | Luigi Taveri     | Honda    | +11'3   | 3      |
| 5   | Tommy Robb       | Honda    |         | 2      |
| 6   | Dan Shorey       | Kreidler |         | 1      |
| 7   | Kenjiro Tanaka   | Honda    |         |        |
| 8   | Walter Brehme    | MZ       |         |        |
| 9   | Erhard Krumpholz | MZ       |         |        |

| Coureur             | Merk   | Oorzaak  |
| ------------------- | ------ | -------- |
| Ernst Degner        | Suzuki | Politiek |
| Kunimitsu Takahashi | Honda  | Gestopt  |

| Coureur              | Merk     |
| -------------------- | -------- |
| Günter Beer          | Kreidler |
| Hans Georg Anscheidt | Kreidler |
| Wolfgang Gedlich     | Kreidler |
| José Maria Busquets  | Derbi    |
| Isao Morishita       | Suzuki   |
| Michio Ichino        | Suzuki   |
| Seichi Suzuki        | Suzuki   |
| Teisuke Tanaka       | Honda    |

### Top tien tussenstand 50cc-klasse
| Pos | Coureur              | Merk     | Ptn |
| --- | -------------------- | -------- | --- |
| 1   | Ernst Degner         | Suzuki   | 32  |
| 2   | Hans Georg Anscheidt | Kreidler | 26  |
| 3   | Luigi Taveri         | Honda    | 24  |
| 4   | Jan Huberts          | Kreidler | 23  |
| 5   | Mitsuo Itoh          | Suzuki   | 15  |
| 6   | Tommy Robb           | Honda    | 11  |
| 7   | Seichi Suzuki        | Suzuki   | 10  |
| 8   | Kunimitsu Takahashi  | Honda    | 7   |
| 9   | José Maria Busquets  | Derbi    | 6   |
| 9   | Wolfgang Gedlich     | Kreidler | 6   |

1958 · 1959 · 1960 · 1961 · 1962 · 1963 · 1964 · 1965 · 1966 · 1967 · 1968 · 1969 · 1970 · 1971 · 1972 · 1973 · 1974 · 1975 · 1976 · 1977 · 1978 · 1979 · 1980 · 1981 · 1982 · 1983 · 1984 · 1985 · 1986 · 1987 · 1988 · 1989